# 1991 UA
1991 UA är en asteroid i huvudbältet som upptäcktes den 18 oktober 1991 av de båda japanska astronomerna Seiji Ueda och Hiroshi Kaneda i Kushiro.
Den tillhör asteroidgruppen Hilda.